# Widjay Sardjoe
Widjay Sardjoe (circa 1991/1992) is een Surinaams voetbalscheidsrechter. Hij is sinds begin 2021 toegelaten tot internationale wedstrijden van de FIFA.

## Biografie
Widjay Sardjoe is assistent-scheidsrechter in wedstrijden van de SVB Hoofdklasse, de hoogste klasse van het voetbal in Suriname. Eind 2019 verstrekte de FIFA voor het tweede jaar op rij geen licentie (batch) aan een scheidsrechter uit Suriname. Widjay Sardjoe verkreeg wel de batch van de Surinaamse Voetbal Bond (SVB). In 2020 stond hij daarom niet op een internationaal toernooi. Wel was hij op 3 februari 2020 assistent-scheidsrechter naast twee Arubanen in de wedstrijd Waterhouse FC (Jamaica) tegen Don Bosco FC (Haïti) in de Flow Caribbean Club Championship 2020. Ook was hij assistent-scheidsrechter tijdens de interland Dominicaanse Republiek tegen Anguilla in de CONCACAF Nations League U-20.
Uiteindelijk behoorde hij begin 2021 met Zachari Zeegelaar, Soren Amalensi, Mijenscha Rensch en Suelle Shepperd tot de Surinaamse scheidsrechters die een batch van de FIFA verkregen. Sardjoe liep kort daarna een blessure op en kon in april niet meedoen voor de fitnesstest. Eind december 2022 behoorde hij opnieuw tot dezelfde groep van vijf Surinaamse scheidsrechters die door de FIFA werden toegelaten.